# Giuseppe Sacconi

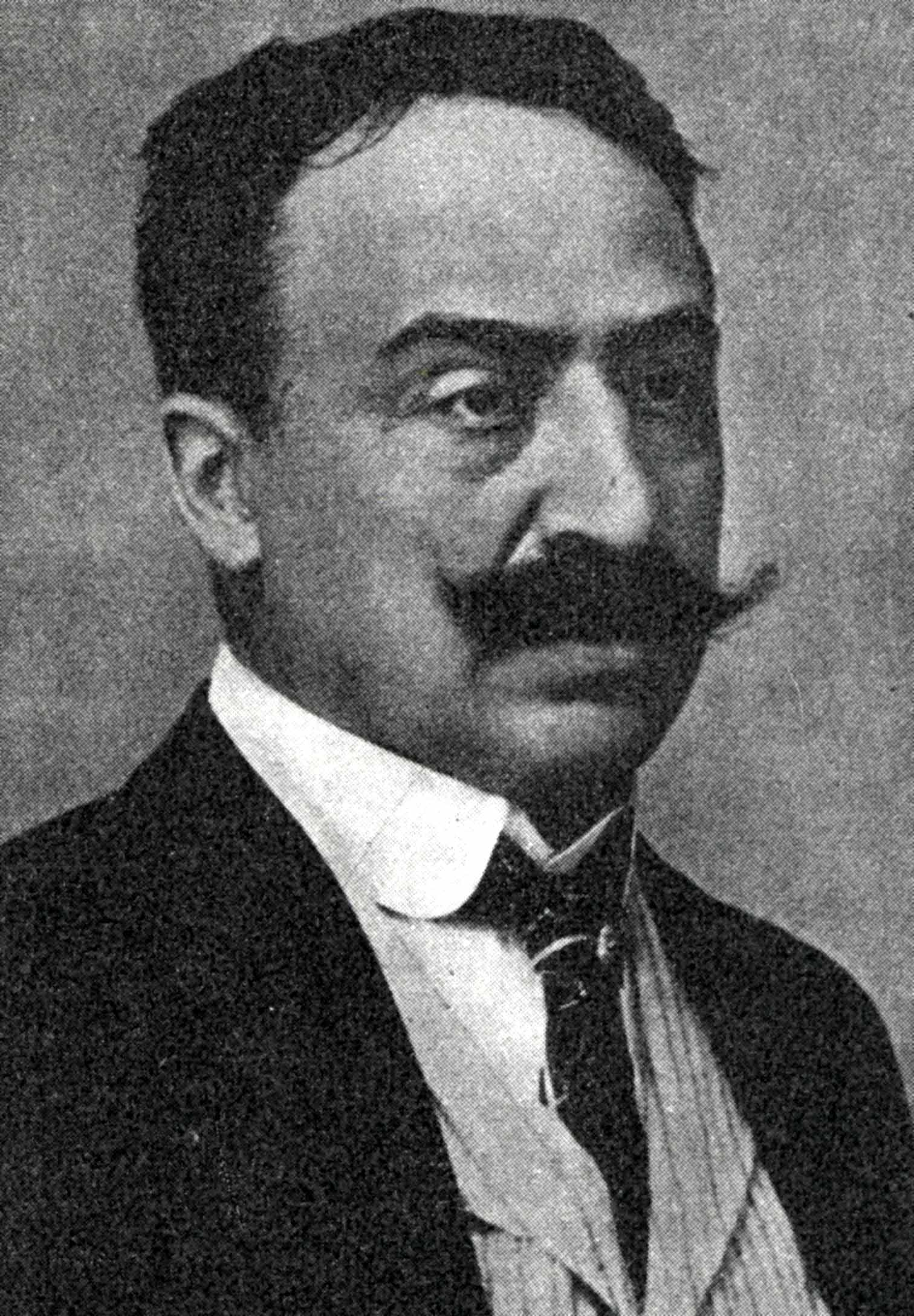
Giuseppe Sacconi

Giuseppe Sacconi (* 5. Juli 1854 in Montalto delle Marche; † 23. September 1905 in Collegigliato, Pistoia) war ein italienischer Architekt.
Einen großen Anteil hatte Sacconi an der Neugestaltung der Piazza Venezia im Zentrum von Rom am Ende des 19. Jahrhunderts. Hier stehen auch seine bedeutendsten Arbeiten, darunter seine bekannteste Arbeit, das Monumento a Vittorio Emanuele II.  1884 gewann er den Wettbewerb für den Entwurf und begann im folgenden Jahr mit dem Bau, der jedoch erst einige Jahre nach seinem Tod abgeschlossen wurde. Das Denkmal wurde damals sehr kontrovers betrachtet. Während der faschistischen Ära wurde das Denkmal zum Hauptschauplatz von Mussolinis Regime. Dies trug wesentlich zur allgemeinen Herabstufung des Denkmals bei. In jüngster Zeit hat sich gezeigt, dass die Arbeit mehr Respekt genießt. Auch der Palazzo delle Assicurazioni Generali entstand nach seinen Plänen und steht heute gegenüber seinem Vorbild, dem Palazzo Venezia. 
Außerdem arbeitete er an der Restaurierung der Kirche Santa Maria di Loreto, die sich auch in der Nähe der Piazza Venezia befindet. Hier wollte er alle barocken und sonstigen Veränderungen entfernen und die ursprüngliche Form des gesamten Gebäudes wiederherstellen. Er erstellte auch den Entwurf für die Cappella Espiatoria (Sühnekapelle) von Monza, bis er mit 51 Jahren in Collegigliato, Pistoia, verstarb.